# Zachary Fucale
Zachary Fucale (né le 28 mai 1995 à Laval, dans la province de Québec au Canada) est un joueur québécois de hockey sur glace qui évolue au poste de gardien de but. Fucale est sélectionné au deuxième tour (36e choix au total) par les Canadiens de Montréal lors du repêchage d'entrée dans la LNH 2013.

## Biographie
Zachary Fucale grandit à Rosemère, Québec et évolua pour les Vikings de Saint-Eustache dans la Ligue de hockey midget AAA du Québec.

### Hockey junior
Lors du repêchage de la LHJMQ de 2011, Fucale est sélectionné au onzième rang par les Mooseheads d'Halifax. Lors de sa première saison avec les Mooseheads en 2011-2012, il enregistre 32 victoires et établit ainsi un record de la LHJMQ pour le plus grand nombre de victoires par une recrue de 16 ans. Il est également nommé dans l'équipe d'étoiles des recrues et remporte le trophée Raymond-Lagacé, remis à la meilleure recrue défensive de la LHJMQ.
Lors de la campagne 2012-2013, il participe à la Super Série Subway et est nommé au premier rang des gardiens de buts nord-américains sur la liste préliminaire des joueurs à surveiller en vue du repêchage 2013 de la ligne nationale de hockey (LNH). Fucale devient également le gardien de but avec le plus de victoire de l'histoire des Mooseheads avec 69, surpassant le record détenu par Jean-Sébastien Giguère. Durant les séries éliminatoires, il maintient une moyenne de buts encaissés de 2,02 et un pourcentage d'arrêts de 91,8. Avec une fiche de 16-1-0, il aide son équipe à remporter la Coupe du président.
La même année, lors de sa participation à la Coupe Memorial tenue à Saskatoon, en Saskatchewan, il maintient un pourcentage d'arrêt de 90,2 et conserve une moyenne de buts alloués de 3,52. Lors de la finale, il repousse 40 tirs, aidant ainsi les Mooseheads d'Halifax à remporter leur première Coupe Memorial face aux Winterhawks de Portland par la marque de 6-4. Il est nommé dans l'équipe d'étoiles du tournoi.
L'année suivante, il retourne jouer pour les Mooseheads dans la LHJMQ.
Le 19 décembre 2014, Fucale est échangé aux Remparts de Québec. Lors de son départ d'Halifax, il détenait le record de victoires en saison régulières (126), de victoires en séries éliminatoires (35), et du plus grand nombre de blanchissages (15) du club. Lors de son retour à Halifax, il est honoré lors de l'avant-match et reçoit une ovation de huit minutes. Le 21 janvier 2014, à l'âge de 18 ans, il devient le plus jeune gardien de but dans l'histoire de la LHJMQ à atteindre le plateau des 100 victoires.
En mai 2015, il mène les Remparts de Québec à la finale de la LHJMQ après avoir vaincu les Screaming Eagles du Cap-Breton, les Islanders de Charlottetown et les Wildcats de Moncton. Cependant, Fucale ne gagne pas la Coupe du Président puisque les Remparts perdirent en finale face à l'Océanic de Rimouski.

### Hockey professionnel
Lors du repêchage d'entrée dans la LNH 2013, il est sélectionné en 36e position lors du deuxième tour par les Canadiens de Montréal.
En 2015-2016, il joue une saison complète avec les IceCaps de Saint-Jean dans la LAH. Durant ses deux dernières années dans l'organisation des Canadiens, il voyage entre le Rocket de Laval (LAH) et le Beast de Brampton (ECHL).
Le 1er juillet 2018, après n'avoir reçu aucune offre des Canadiens, Fucale signe un contrat d'un an, d'une valeur de 650 000 dollars à deux volets avec les Golden Knights de Vegas.

### Hockey international
Zachary Fucale participe à deux reprises au Championnat du monde junior de hockey sur glace. Lors de l'édition 2015, il remporte la médaille d'or. Il fait également partie de l'équipe canadienne qui remporte l'édition 2016 de la Coupe Spengler.

## Statistiques
| Saison    | Équipe                 | Ligue |    | Saison régulière | Saison régulière | Saison régulière | Saison régulière | Saison régulière | Saison régulière | Saison régulière | Saison régulière | Saison régulière | Saison régulière |    | Séries éliminatoires | Séries éliminatoires | Séries éliminatoires | Séries éliminatoires | Séries éliminatoires | Séries éliminatoires | Séries éliminatoires | Séries éliminatoires | Séries éliminatoires |
| Saison    | Équipe                 | Ligue | PJ | V                | D                | Pr/N             | Min              | BC               | Moy              | % Arr            | Bl               | Pun              | PJ               | V  | D                    | Min                  | BC                   | Moy                  | % Arr                | Bl                   | Pun                  |                      |                      |
| 2011-2012 | Mooseheads d'Halifax   | LHJMQ | 58 | 32               | 18               | 6                | 3 249            | 171              | 3,16             | 89,2             | 2                | 2                | 17               | 10 | 7                    | 1 022                | 49                   | 2,88                 | 90,4                 | 0                    | 0                    |                      |                      |
| 2012-2013 | Mooseheads d'Halifax   | LHJMQ | 55 | 45               | 5                | 3                | 3 162            | 124              | 2,35             | 90,9             | 2                | 2                | 17               | 16 | 1                    | 1 042                | 35                   | 2,02                 | 91,8                 | 3                    | 0                    |                      |                      |
| 2013-2014 | Mooseheads d'Halifax   | LHJMQ | 50 | 36               | 9                | 3                | 2 917            | 110              | 2,26             | 90,7             | 6                | 2                | 15               | 9  | 4                    | 797                  | 37                   | 2,79                 | 88,2                 | 0                    | 2                    |                      |                      |
| 2014-2015 | Mooseheads d'Halifax   | LHJMQ | 24 | 13               | 9                | 2                | 1 426            | 76               | 3,20             | 89,0             | 2                | 4                | -                | -  | -                    | -                    | -                    | -                    | -                    | -                    | -                    |                      |                      |
| 2014-2015 | Remparts de Québec     | LHJMQ | 17 | 8                | 8                | 0                | 933              | 50               | 3,22             | 87,7             | 1                | 0                | 20               | 14 | 6                    | 1 194                | 51                   | 2,56                 | 91,3                 | 1                    | 2                    |                      |                      |
| 2015-2016 | IceCaps de Saint-Jean  | LAH   | 42 | 16               | 19               | 4                | 2 376            | 124              | 3,13             | 90,3             | 1                | 2                | -                | -  | -                    | -                    | -                    | -                    | -                    | -                    | -                    |                      |                      |
| 2016-2017 | IceCaps de Saint-Jean  | LAH   | 3  | 1                | 2                | 0                | 178              | 7                | 2,36             | 91,9             | 1                | 0                | -                | -  | -                    | -                    | -                    | -                    | -                    | -                    | -                    |                      |                      |
| 2016-2017 | Beast de Brampton      | ECHL  | 46 | 25               | 12               | 2                | 2 539            | 134              | 3,17             | 89,8             | 4                | 2                | 11               | 6  | 5                    | 704                  | 25                   | 2,13                 | 93,2                 | 0                    | 0                    |                      |                      |
| 2017-2018 | Rocket de Laval        | LAH   | 18 | 10               | 7                | 0                | 993              | 54               | 3,26             | 89,0             | 0                | 0                | -                | -  | -                    | -                    | -                    | -                    | -                    | -                    | -                    |                      |                      |
| 2017-2018 | Beast de Brampton      | ECHL  | 11 | 4                | 5                | 2                | 657              | 31               | 2,83             | 91,3             | 0                | 0                | -                | -  | -                    | -                    | -                    | -                    | -                    | -                    | -                    |                      |                      |
| 2018-2019 | Wolves de Chicago      | LAH   | 5  |                  |                  |                  |                  |                  | 2,51             | 90,9             |                  |                  | -                | -  | -                    | -                    | -                    | -                    | -                    | -                    | -                    |                      |                      |
| 2018-2019 | Komets de Fort Wayne   | ECHL  | 34 |                  |                  |                  |                  |                  | 3,18             | 89,4             |                  |                  | 6                |    |                      |                      |                      | 3,23                 | 91                   |                      |                      |                      |                      |
| 2019-2020 | Crunch de Syracuse     | LAH   | 1  |                  |                  |                  |                  |                  | 3,20             | 80               | 0                |                  | -                | -  | -                    | -                    | -                    | -                    | -                    | -                    | -                    |                      |                      |
| 2019-2020 | Solar Bears d'Orlando  | ECHL  | 24 |                  |                  |                  |                  |                  | 2,36             | 92,8             | 4                |                  | -                | -  | -                    | -                    | -                    | -                    | -                    | -                    | -                    |                      |                      |
| 2020-2021 | Bears de Hershey       | LAH   | 11 |                  |                  |                  |                  |                  | 1,80             | 93,2             | 1                |                  | -                | -  | -                    | -                    | -                    | -                    | -                    | -                    | -                    |                      |                      |
| 2021-2022 | Bears de Hershey       | LAH   | 31 |                  |                  |                  |                  |                  | 2,62             | 89,6             | 3                |                  | -                | -  | -                    | -                    | -                    | -                    | -                    | -                    | -                    |                      |                      |
| 2021-2022 | Capitals de Washington | NHL   | 4  |                  |                  |                  |                  |                  | 1,75             | 92,4             | 1                |                  | -                | -  | -                    | -                    | -                    | -                    | -                    | -                    | -                    |                      |                      |
| 2022-2023 | Bears de Hershey       | LAH   | 38 |                  |                  |                  |                  |                  | 2,54             | 90,2             | 2                |                  | 2                | -  | -                    | -                    | -                    | 0                    | 100                  | -                    | -                    |                      |                      |
| 2023-2024 | Traktor Tcheliabinsk   | KHL   | 46 |                  |                  |                  |                  |                  | 2.16             | 92,9             |                  |                  | 11               | -  | -                    | -                    | -                    | 2.51                 | 93,3                 | -                    | -                    |                      |                      |
| 2024-2025 | Traktor Tcheliabinsk   | KHL   | 49 |                  |                  |                  |                  |                  | 2.15             | 92,1             |                  |                  | 21               | -  | -                    | -                    | -                    | 2.58                 | 91,8                 | -                    | -                    |                      |                      |

| Année | Équipe               | Compétition                  |   | PJ  | Min | BC   | Moy  | % Arr | Bl | Pun           |  | Résultat |
| 2013  | Mooseheads d'Halifax | Coupe Memorial               | 4 |     |     | 3,52 | 90,2 |       |    | Vainqueur     |  |          |
| 2014  | Canada -20 ans       | Championnat du monde -20 ans | 5 | 298 | 12  | 2,42 | 90,2 |       |    | 4e place      |  |          |
| 2015  | Canada -20 ans       | Championnat du monde -20 ans | 5 | 300 | 6   | 1,20 | 93,9 | 2     |    | Médaille d'or |  |          |
| 2015  | Remparts de Québec   | Coupe Memorial               | 5 | 291 | 23  | 4,75 |      |       |    | Demi-finale   |  |          |
| 2016  | Canada               | Coupe Spengler               | 4 |     |     | 2,00 | 93,4 |       |    | Vainqueur     |  |          |

## Honneurs et distinctions
- Ligue de hockey junior majeur du Québec
  - 2012 : trophée Raymond-Lagacé
  - 2013 : première équipe d'étoiles
  - 2014 : trophée Paul-Dumont
  - 2014 : trophée Jacques-Plante
- Ligue canadienne de hockey
  - 2013 : vainqueur de la Coupe Memorial
  - 2013 : première équipe d'étoiles
- Ligue américaine de hockey
  - 2021 : Trophée Harry-« Hap »-Holmes
  - 2023 : vainqueur de la Coupe Calder